# Jason White
Cet article concerne le joueur de rugby. Pour le guitariste américain, voir Jason White (musicien).
Pour les articles homonymes, voir White.

a Compétitions nationales et continentales officielles uniquement.

b Matchs officiels uniquement.
Dernière mise à jour le 21 février 2019.
Jason White,  né le 17 avril 1978 à Édimbourg, est un joueur de rugby à XV international écossais de 2000 à 2009. Il évolue au poste de deuxième troisième ligne aile, avec Glasgow, puis le club anglais de Sale Sharks et le club français de l'ASM Clermont où il termine sa carrière en 2012.

## Biographie
Formé à Édimbourg, Jason White rejoint les Glasgow Caledonians (actuellement Glasgow Warriors) en 1998. Il honore sa première sélection en équipe nationale le 2 avril 2000. Il s'y impose et en est le capitaine plusieurs reprises. En 2003, il est quart de finaliste de la Coupe du monde avec l'Écosse. La même année, il s'engage avec les Sale Sharks avec lesquels il remporte le Challenge européen en 2005 et le championnat d'Angleterre en 2006. Il participe à sa seconde Coupe du monde en 2007 et termine à nouveau quart de finaliste. En 2009, il rejoint l'ASM Clermont Auvergne qui remporte le championnat de France dès sa première saison.
Non conservé en 2012 par Clermont, il essaye de retourner dans son ancien club d'Édimbourg, mais sans succès. Il décide alors de mettre un terme à sa carrière. Il rentre alors en Écosse où il tient un rôle d’agent de joueurs dans l’entreprise Red Sky Management. Il travaille notamment sur les venues en France de Richie Gray et Greig Laidlaw.
En 2017, il rejoint l’école privée de Loretto, basée à Musselburgh en Écosse, en tant que directeur des sports.

## Palmarès

### En club
- Sale Sharks
  - Vainqueur du Challenge européen en 2005
  - Vainqueur du Championnat d'Angleterre en 2006
  - Vainqueur du Trophée des champions en 2006
  - Finaliste de la Coupe d'Angleterre en 2004

- ASM Clermont Auvergne
  - Vainqueur du Championnat de France en 2010

### En équipe nationale
- 77 sélections
- 20 points (4 essais)
- Sélections par années : 6 en 2000, 5 en 2001, 9 en 2002, 12 en 2003, 11 en 2004, 6 en 2005, 8 en 2006, 6 en 2007, 6 en 2008 et 8 en 2009
- Tournois des six nations disputés : 2000, 2001, 2002, 2003, 2004, 2005, 2006, 2008 et 2009

#### Coupe du monde
| Édition        | Rang               | Résultats Écosse | Résultats J. White | Matchs J. White |
| Australie 2003 | Quart de finaliste | 3 v, 0 n, 2 d    | 2 v, 0 n, 2 d      | 4/5             |
| France 2007    | Quart de finaliste | 3 v, 0 n, 2 d    | 3 v, 0 n, 1 d      | 4/5             |

Légende : v = victoire ; n = match nul ; d = défaite.